# Brad Gilbert
Brad Gilbert (Oakland (Califórnia), 9 de Agosto de 1961) é um ex-tenista profissional e treinador estadunidense.